# Capilla Alfonsina
La Capilla Alfonsina es una casa de cultura, un museo y un centro de estudios literarios que se encuentra en la casa donde vivió el escritor mexicano Alfonso Reyes Ochoa desde que se retiró del servicio diplomático hasta su muerte. Se encuentra en la calle Benjamín Hill número 122, entre las calles Tacámbaro y Gómez Palacio, en la colonia Condesa, en la Ciudad de México.
Con adscripción a la Secretaría de Cultura del gobierno mexicano, a través de la Coordinación Nacional de Literatura del Instituto Nacional de Bellas Artes, su función se centra en la promoción, difusión y divulgación de la literatura, su historia y el legado cultural del escritor regiomontano, así como en la preservación de la colección artística y bibliográfica que Reyes amasó a lo largo de su vida. El término Capilla Alfonsina fue acuñado por Enrique Díez-Canedo, amigo del escritor.

## Administración
El 25 de abril del 2017, se anunció en los medios periodísticos mexicanos que el nuevo director de la casa sería Javier Garciadiego Dantán, expresidente de El Colegio de México, institución académica pública mexicana que el propio Reyes contribuyó a fundar, en 1938, al lado de Daniel Cosío Villegas, en los años del refugio español en México.

## Actividades
Además de exhibir una colección permanente de cuadros, esculturas, documentos, objetos y fotografías, la Capilla Alfonsina imparte el Seminario Alfonso Reyes, un curso de creación literaria y es sede del Premio Internacional Alfonso Reyes.[cita requerida]